# Leucania pryeri
Leucania pryeri là một loài bướm đêm trong họ Noctuidae.